# 森波阿拉潟湖國家公園

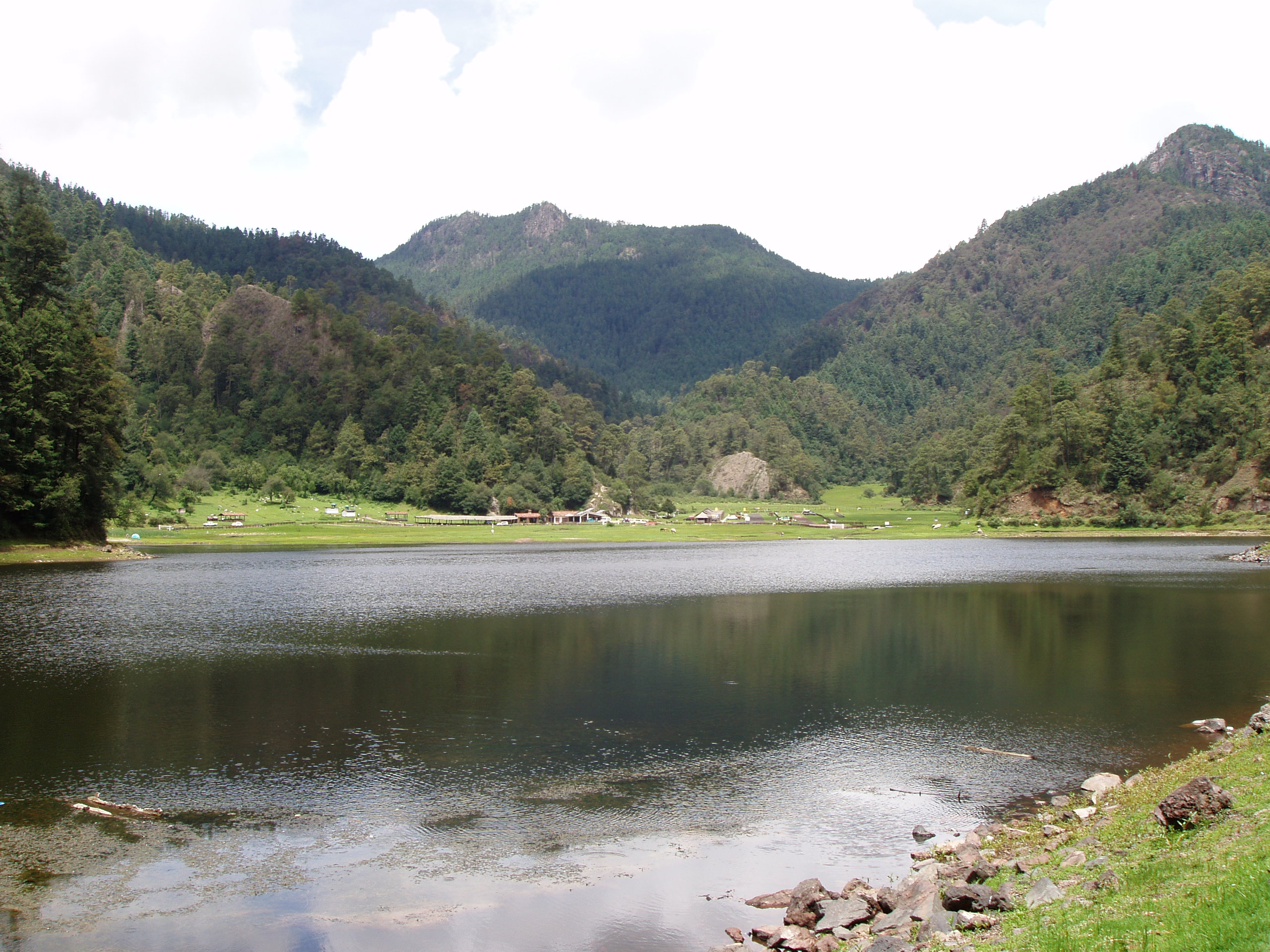

森波阿拉潟湖國家公園是墨西哥的國家公園，由莫雷洛斯州和墨西哥州負責管轄，距離首都墨西哥城50公里，面積48平方公里，始建於1936年11月27日，海拔高度約2,900米。